# Metcalfiella monograma
Metcalfiella monograma är en insektsart som beskrevs av Ernst Friedrich Germar. Metcalfiella monograma ingår i släktet Metcalfiella och familjen hornstritar. Inga underarter finns listade i Catalogue of Life.